# Angolská vlajka

Angolská vlajka
Poměr stran: 2:3

Vlajka Angoly vstoupila v platnost dne 11. listopadu 1975, kdy Angola vyhlásila nezávislost na Portugalsku. Vlajka je tvořena  listem o poměru stran 2:3 se dvěma vodorovnými pruhy: červeným a černým. Uprostřed vlajky je symbol ozubeného kola a mačety s hvězdou.
Červená barva symbolizuje krev, kterou obyvatelé Angoly prolili během válek za nezávislost, a černá symbolizuje africký kontinent. Ozubené kolo a mačeta s hvězdou mají symbolizovat dělníky. Zde je patrná podoba se symbolem srpu a kladiva na vlajce bývalého Sovětského svazu.
V roce 2003 byla navržena nová podoba národní vlajky, která však nebyla dosud schválena ani formálně přijata. Symbol Slunce uprostřed vlajky je připomínkou jeskynních maleb nalezených v jeskyni Tchitundo-Hulu. Vlajka uchovává poměr stran 2:3. Většina obyvatel je proti nové vlajce, protože v ní nevidí žádný reálný smysl, zatímco stará vlajka má jasné historické souvislosti. Jiní zastávají názor, že vlajka nemůže být používána, protože je příliš podobná kostarické a severokorejské vlajce.

## Galerie

Rozměry angolské vlajky
Vlajka angolského prezidenta Poměr stran: 2:3
Schválená ale nezavedená angolská vlajka (1967) Poměr stran: 2:3
Návrh angolské vlajky (1996) Poměr stran: 2:3
Návrh angolské vlajky (2003) Poměr stran: 2:3